# 1236年
| 千纪： | 2千纪 |
| 世纪： | 12世纪 \| 13世纪 \| 14世纪                                                                                 |
| 年代： | 1200年代 \| 1210年代 \| 1220年代 \| 1230年代 \| 1240年代 \| 1250年代 \| 1260年代                           |
| 年份： | 1231年 \| 1232年 \| 1233年 \| 1234年 \| 1235年 \| 1236年 \| 1237年 \| 1238年 \| 1239年 \| 1240年 \| 1241年 |
| 纪年： | 丙申年（猴年）；南宋端平三年；大理仁壽十年；越南天應政平五年；日本嘉禎二年                                 |

## 大事记
- 拔都西征（至1242年）。
- 蒙古帝國軍隊打敗欽察人。
- 卡斯提爾國王費爾南多三世率領大軍攻下哥多華（原後伍麥葉王朝首都）。
- 弗拉基米爾大公雅羅斯拉夫二世·弗謝沃洛多維奇的兒子亞歷山大·涅夫斯基被選為諾夫哥羅德大公。
- 九月，蒙古帝國將領察罕在真州之戰被丘岳擊退。
- 九月，蒙古帝國將領闊端在陽平關之戰全殲曹友聞之軍。
- 十月，蒙古帝國將領闊出在江陵之戰被孟珙擊退。

## 出生
- 6月6日 - 文天祥
- 高麗忠烈王，是高麗王朝第25任君主（1274年—1308年在位）

## 逝世
- 金朝將軍－郭虾蟆